# Svenska trädgårdsföreningen

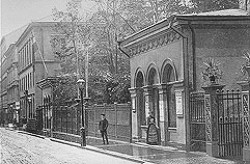
Entrén till föreningens park på Drottninggatan flankerad av Davidsons paviljonger.

Svenska trädgårdsföreningen var en förening, som bildades i Stockholm 1832 efter förebild av Royal Horticultural Society, stiftat i London 1804.

## Historik

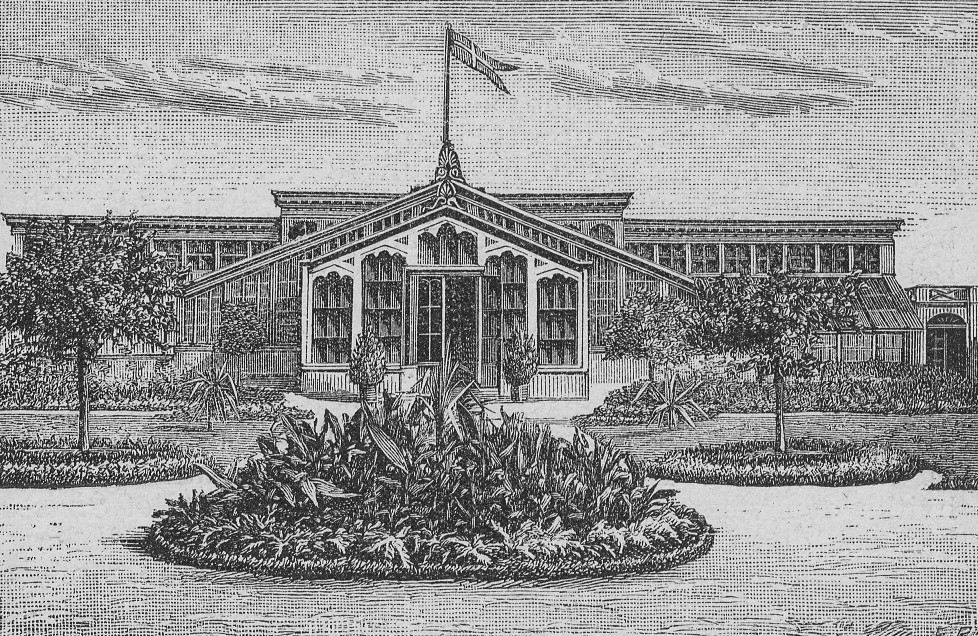
Svenska trädgårdsföreningens Victoria Regia-huset på Rosendal, 1855.

Föreningen, vars verksammaste krafter var livmedikus Magnus Martin af Pontin och professor Anders Retzius, arrenderade till en början en trädgård vid Norrtullsgatan, anordnade 1833 den första svenska trädgårdsutställningen, flyttade 1838 sin trädgård till en tomt vid Drottninggatan (på den plats där Norra latinläroverket sedermera uppfördes), där flera växthus byggdes, öppnade 1840 en skola för trädgårdselever, erhöll statsanslag och utdelade till mindre bemedlade, skolor och hushållningssällskap en mängd fruktträd, buskar, frön och så vidare. År 1861 övertog den på 50-årigt arrende trädgården vid Rosendals slott, dit undervisningen, i vilken kunde ha upp till 30 elever samtidigt, och verksamheten i övrigt förlades och där åtskilliga växthus, undervisningslokaler och bostäder uppfördes. 
Föreningen utgav under de första åren av sin verksamhet en liten årsskrift, 1869–1872 en tidskrift med sex häften om året och 1878–1905 Svenska trädgårdsföreningens tidskrift, med 6–12 häften årligen. Sedan föreningens ekonomiska ställning starkt försämrats, ansåg sig dess styrelse inte längre kunna uppehålla verksamheten, då arrendet av Rosendal utgick, varför föreningen 1911 upplöstes. Idag minner kvarteret Trädgårdsföreningen i hörnet av Drottninggatan och Olof Palmes gata om föreningen och dess tidigare parkanläggning.